# Bralleville
Bralleville is een gemeente in het Franse departement Meurthe-et-Moselle (regio Grand Est) en telt 169 inwoners (2004). De plaats maakt deel uit van het arrondissement Nancy.

## Geografie
De oppervlakte van Bralleville bedraagt 4,4 km², de bevolkingsdichtheid is 38,4 inwoners per km².
De onderstaande kaart toont de ligging van Bralleville met de belangrijkste infrastructuur en aangrenzende gemeenten.

## Demografie
Onderstaande figuur toont het verloop van het inwonertal (bron: INSEE-tellingen).